# Кванго
Ква́нго (порт. Rio Cuango; фр. Kwango) — река в Анголе и в Демократической Республике Конго.
Средний расход воды — 2700 м³/с.
Река Кванго является левым притоком реки Касаи. Её длина составляет 1100 километров. Истоки находятся в нагорье центральной Анголы, река течёт преимущественно на север. В своём среднем течении Кванго образует государственную границу между Анголой и Конго, преодолевает водопад Шуте-Тембо, затем течёт по территории Конго и ниже города Бандунду впадает в Касаи.
Важнейшими притоками Кванго являются реки Вамба и Джума. Истоки реки Кванго исследовали в 1872 году португальские путешественники Капелло и Ивенс, верхнее течение — немецкий исследователь Мехов (1880), нижнее течение — Гренфелл (1886).

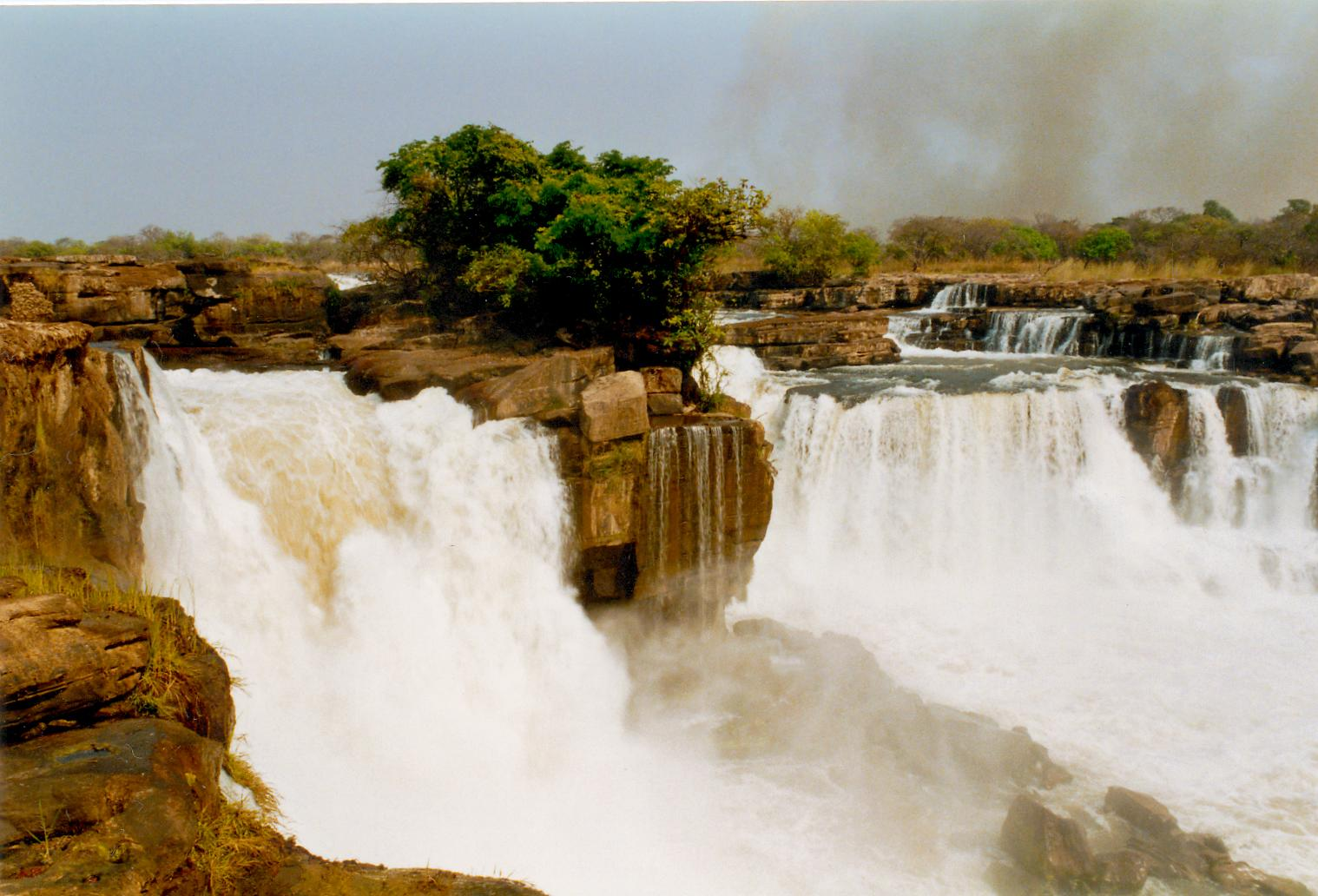
Водопады Тазуа на реке Кванго